# Peter Dula
Peter Dula est un boxeur kényan né le 15 octobre 1947.

## Carrière
Peter Dula est médaillé d'argent dans la catégorie des poids moyens aux championnats d'Afrique de Nairobi en 1972. Aux Jeux olympiques d'été de 1972 à Munich, il est éliminé au deuxième tour dans la catégorie des poids moyens par le Polonais Witold Stachurski. 
Il est ensuite médaillé d'or dans cette même catégorie aux Jeux africains de Lagos en 1973. Il fait partie de la sélection africaine participant aux Jeux afro-latino-américains de 1973 à Guadalajara, remportant une médaille d'or.